# Последње совуљаге и први петли
„Последње совуљаге и први петли” је југословенски ТВ филм из 1983. године. Режирао га је Здравко Шотра а сценарио је написао Света Лукић.

## Улоге
| Глумац                  | Улога                    |
| ----------------------- | ------------------------ |
| Светлана Бојковић       | Душица                   |
| Оливера Јежина          | Снежана                  |
| Живојин Жика Миленковић | Тадија Стричевић         |
| Миодраг Радовановић     | Јован Орловић, министар  |
| Бранка Петрић           | Мара                     |
| Љиљана Седлар           | Софија, Тадијина супруга |
| Капиталина Ерић         | Кума                     |
| Јелица Сретеновић       | Цаца, жена Јованова      |
| Младен Андрејевић       | Марко, Марин син         |
| Мирослав Бијелић        | Немачки официр Мајер     |
| Синиша Ћопић            | Партизан, телеграфиста   |
| Владимир Илић           | Партизан                 |
| Мирјана Јоковић         | Ивана                    |
| Александар Матијашевић  | Ђорђе, брат Иванин       |
| Рамиз Секић             | Немачки поручник         |